# 匍匐异药花
匍匐异药花（学名：Fordiophyton repens）为野牡丹科异药花属下的一个种。

## 扩展阅读
維基物種上的相關：匍匐异药花